# الانتخابات الرئاسية الفرنسية 2022
أُجريت الانتخابات الرئاسية الفرنسية لعام 2022 لاختيار الرئيس الجديد والثاني عشر للجمهورية الفرنسية الخامسة في الفترة من 10 إلى 24 أبريل 2022. ونظرًا لعدم فوز أي مرشح بأغلبية في الجولة الأولى أقيمت في 10 أبريل 2022 فقد أُجريت جولة الإعادة في 24 أبريل حيث هزم إيمانويل ماكرون منافسته مارين لوبان وأعيد انتخابه رئيسًا لفرنسا. ماكرون الذي ينتمي إلى حزب الجمهورية إلى الأمام (الذي فاز في الانتخابات الرئاسية الفرنسية لعام 2017 وتنتهي ولايته في 13 مايو 2022) أعلن في 3 مارس 2022 أنه سيرشح نفسه لإعادة انتخابه. وواجه لوبان وهي زعيم حزب التجمع الوطني في الجولة الثانية بعد أن هزمها سابقًا في عام 2017. يعتبر ماكرون أول رئيس لفرنسا يعاد انتخابه منذ جاك شيراك قبل عقدين من الزمن.

## النظام الانتخابي
رئيس الجمهورية الفرنسية ينتخب بالاقتراع العام والمباشر. ينتخب لولاية تدوم خمس سنوات بنظام الاقتراع على دورتين. إذا لم يستطع أي مترشح الحصول على الأغلبية المطلقة للأصوات الصحيحة في الدورة الأولى من الانتخابات، يتم تنظيم دورة ثانية بعد 14 يوما على أقصى تقدير، ويتقدم للدورة الثانية فقط المترشحين اللذين أتيا في المرتبة الأولى والثانية في الدورة الأولى.
يجب أن يستوفي المترشحون عدة شروط:
- أن يحمل الجنسية الفرنسية وأن يكون غير ممنوع من ممارسة حقوقه المدنية.
- أن يكون عمره 18 سنة على الأقل.
- أن يكون مسجل في القوائم الانتخابية.
- أن يعلن عن ممتلكاته.
- أن يمتلك حساب بنكي خاص بالحملة الانتخابية.
- الحصول على 500 توقيع على الأقل من أعضاء البرلمان الفرنسي (الجمعية الوطنية و‌مجلس الشيوخ) أو المسؤولين المحليين المنتخبين (عمداء المدن، الأعضاء المنتخبين لمجلس الفرنسيين بالخارج، رؤساء الهيئات التشريعية للمتروبول و‌الجماعات الحضرية و‌جماعات التكتل و‌جماعات البلديات، أعضاء المجالس الإقليمية و‌مجلس متروبول ليون و‌مجلس باريس، أعضاء المجالس الجهوية، الأعضاء المنتخبين لمجلس كورسيكا، الأعضاء المنتخبين للمجالس التشريعية أو الهيئات التنفيذية لتجمعات ما وراء البحار، رئيس بولينزيا الفرنسية و‌رئيس حكومة كاليدونيا الجديدة، الأعضاء الفرنسيين المنتخبين في البرلمان الأوروبي).

ينص الدستور على:
- أنه إذا حصل مانع أو وفاة في آخر أسبوع لتقديم الترشحات لشخص أعلن نيته الترشح، يمكن للمجلس الدستوري تأجيل الانتخابات.
- أنه في حالة حصول مانع أو وفاة مترشح قبل الدورة الأولى، يتم تأجيل الانتخابات.
- أنه في حالة حصول مانع أو وفاة مترشح متأهل للدورة الثانية، يتم إعادة العملية الانتخابية برمتها.

حسب الفصل 58 من الدستور الفرنسي، فإن المجلس الدستوري هو ضامن حسن سير الانتخابات، النظر في الطعون وإعلان النتائج.

## المرشحون
في 7 آذار / مارس 2022، نشر المجلس الدستوري أسماء المرشحين الـ 12 الذين حصلوا على الدعم المطلوب للترشح (وهو توقيع 500 شخص من المسؤولين المنتخبين على المستوى الوطني أو المحلي من 30 إقليم مختلف على الأقل أو جماعية في الخارج) مع تحديد الترتيب عن طريق القرعة.
- نتالي أرتو
- فابيان روسيل
- إيمانويل ماكرون
- جان لاسال
- مارين لوبان
- إريك زمور
- جان لوك ميلونشون
- آن هيدالغو
- يانيك جادو
- فاليري بيكريس
- فيليب بوتو
- نيكولا دوبون إينيون

## النتائج
| المرشح                          | المرشح                          | الحزب                           | الجولة الأولى | الجولة الأولى | الجولة الثانية | الجولة الثانية |
| المرشح                          | المرشح                          | الحزب                           | الأصوات       | %             | الأصوات        | %              |
| ------------------------------- | ------------------------------- | ------------------------------- | ------------- | ------------- | -------------- | -------------- |
|                                 | إيمانويل ماكرون                 | الجمهورية إلى الأمام!           | 9٬783٬058     | 27.85         | 18٬779٬641     | 58.54          |
|                                 | مارين لوبان                     | التجمع الوطني                   | 8٬133٬828     | 23.15         | 13٬297٬760     | 41.46          |
|                                 | جان لوك ميلونشون                | فرنسا الأبية                    | 7٬712٬520     | 21.95         |                |                |
|                                 | إريك زمور                       | الاستعادة                       | 2٬485٬226     | 7.07          |                |                |
|                                 | فاليري بيكريس                   | الجمهوريون                      | 1٬679٬001     | 4.78          |                |                |
|                                 | يانيك جادو                      | أوروبا إيكولوجيا - الخضر        | 1٬627٬853     | 4.63          |                |                |
|                                 | جان لاسال                       | لنقاوم!                         | 1٬101٬387     | 3.13          |                |                |
|                                 | فابيان روسيل                    | الحزب الشيوعي الفرنسي           | 802٬422       | 2.28          |                |                |
|                                 | نيكولا دوبون إينيون             | انهضي فرنسا                     | 725٬176       | 2.06          |                |                |
|                                 | آن هيدالغو                      | الحزب الاشتراكي (فرنسا)         | 616٬478       | 1.75          |                |                |
|                                 | فيليب بوتو                      | حزب مناهضة الرأسمالية الجديد ‏   | 268٬904       | 0.77          |                |                |
|                                 | نتالي أرتو                      | نضال العمال ‏                    | 197٬094       | 0.56          |                |                |
| المجموع                         | المجموع                         | المجموع                         | 35٬132٬947    | 100.00        | 32٬077٬401     | 100.00         |
|                                 |                                 |                                 |               |               |                |                |
| الأصوات الصحيحة                 | الأصوات الصحيحة                 | الأصوات الصحيحة                 | 35٬132٬947    | 97.80         | 32٬077٬401     | 91.40          |
| الأصوات الباطلة                 | الأصوات الباطلة                 | الأصوات الباطلة                 | 247٬151       | 0.69          | 790٬987        | 2.25           |
| الأصوات الفارغة                 | الأصوات الفارغة                 | الأصوات الفارغة                 | 543٬609       | 1.51          | 2٬228٬012      | 6.35           |
| مجموع الأصوات                   | مجموع الأصوات                   | مجموع الأصوات                   | 35٬923٬707    | 100.00        | 35٬096٬400     | 100.00         |
| الناخبين المسجلين ومعدل الإقبال | الناخبين المسجلين ومعدل الإقبال | الناخبين المسجلين ومعدل الإقبال | 48٬747٬876    | 73.69         | 48٬752٬500     | 71.99          |
| المصدر: وزارة الداخلية الفرنسية |                                 |                                 |               |               |                |                |

## المقالات ذات صلة
- الانتخابات الرئاسية الفرنسية 2017
- قائمة الانتخابات في 2017
- الانتخابات الرئاسية في فرنسا